# 谢拉山隧道

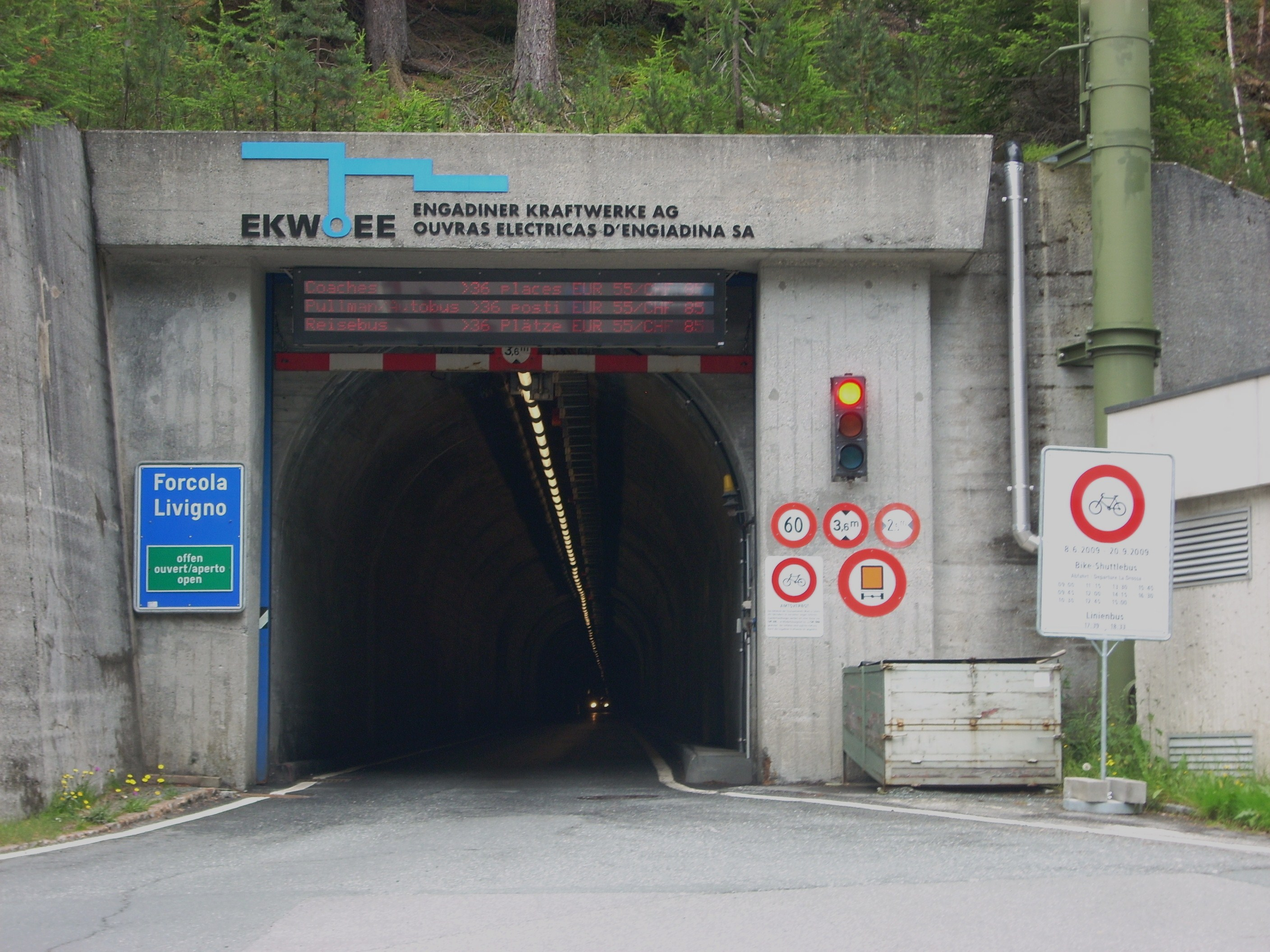
隧道口

谢拉山隧道是瑞士格勞賓登州的一座公路隧道，穿过謝拉山（Munt la Schera）连接恩加丁和利維諾湖，全长3,394（2.11英里），为蓬特达尔盖尔大坝的施工通道，1965年通车，仅限内部使用，1968年对外开放，单向行驶，由红绿灯控制每15分钟换向。